# Laboratori de la Galette
Laboratori de la Galette és un quadre de Santiago Rusiñol pintat a París el 1890-1891 que actualment forma part de la col·lecció permanent del Museu Nacional d'Art de Catalunya.

## Descripció
Aquesta pintura és un exemple paradigmàtic de la producció parisenca de Rusiñol, duta a terme els primers anys de la dècada del 1890, quan va residir a Montmartre juntament amb Ramon Casas i Miquel Utrillo. Com succeeix en altres obres de l'artista d'aquell mateix moment, l'escenari representat és l'interior del parc del Moulin de la Galette, utilitzat com a rerefons de la composició tot i que en aquesta ocasió n'és gairebé el protagonista. El primer terme, en penombra, incorpora un ambient clarament sòrdid, materialitzat en la representació de la cuina del parc, que contrasta, en segon terme, amb la figuració del parc, imatge teòricament alegre i bulliciosa però que és copsada en un moment d'inactivitat, com un espai gairebé buit, encara que ple de suggeriments subtils, la qual cosa provoca inconscientment una sensació de desolació i tristesa.
Rusiñol, que esdevindria un dels principals impulsors del modernisme, va concórrer amb aquesta pintura, juntament amb tres més, a la Primera Exposició General de Belles Arts, celebrada a Barcelona el 1891. No és gens estrany que Rusiñol presentés Laboratori de la Galette, un dels seus millors olis en qualitat i format dels que aleshores havia pintat a París, a l'esmentada exposició, la primera de caràcter internacional que se celebrava a la ciutat nadiua de l'artista. El jurat d'aquesta mostra va decidir premiar aquest oli, que en conseqüència va passar al museu de la ciutat, i es va convertir així en la primera obra de Rusiñol que va ingressar al nostre museu.